# Відносини Бельгії та Демократичної Республіки Конго
Відносини Бельгія — Демократична Республіка Конго — двосторонні відносини між Королівством Бельгія та Демократичною Республікою Конго. Відносини почалися з розвідкою на річці Конго за Генрі Мортон Стенлі.
Бельгія має посольство в Кіншасі, генеральне консульство в Лубумбаші та два почесні консульства; в Матаді і Гома. ДРК має посольство в Брюсселі та генеральне консульство в Антверпені. Нинішнім послом Королівства Бельгія в Кіншасі є Бертран де Кромбрюгге де Пікенделае, а тимчасовим повіреним у справах ДРК у Брюсселі є Пол Кріспін Кахозі Бін Булонго.

## Історія
Після експедиції Стенлі до Конго, король Леопольд II спочатку визнав Конго особистою власністю після Берлінської конференції. 18 жовтня 1908 р. Бельгійський парламент проголосував за анексію Вільної держави Конго; 15 листопада 1908 року Леопольд офіційно відмовився від особистого контролю над державою до Бельгії, утворивши Бельгійське Конго.
Під час періоду вільної держави Конго вважали жорстокою економічною політикою, яка спричиняла квоти на виробництво гумових виробів примусовою працею. Інші культури також вирощувались у Конго.

## Політичні зв'язки
Після п'ятдесяти років незалежності Конго візит бельгійського короля Альберта II був сприйнятий суперечкою, оскільки брат короля Бодуен, як кажуть, пов'язаний із вбивством Патріса Лумумби, а родина Лумумби намагалася порушити справу проти 12 бельгійців стверджуючи, що катування та вбивства Лумумба були військовими злочинами.
Серед інших суперечок міністр зв'язку Конго Ламберт Менде Омаланга описав «неприйнятне ставлення бельгійського політичного класу до розгляду конголезьких проблем як внутрішніх справ своєї країни», слідуючи таким твердженням як «дуже химерний випадок чисто уявного запрошення» бельгійських солдатів для участі у військовому параді в Кіншасі ", серед інших. Потім він сказав, що «колонізатор колонізованих відносин закінчився». Бельгійський міністр з питань співробітництва з питань розвитку Чарльз Мішель висловив здивування зауваженнями та вимагав поваги до Бельгії.
Під час візиту делегації кабінету Бельгії у 2008 році до Конго, президент Джозеф Кабіла заявив, що не оцінює повідомлення, яке надіслала команда з питань прав людини . Кабіла сказав: "Бельгія повинна зробити вибір щодо того, який тип відносин вона хоче мати з Демократичною Республікою Конго. У неї є вибір між хорошими відносинами як партнерів у зрілих відносинах з суверенною та незалежною державою або рабом-господарем. Зауважу, що кожного разу, коли бельгійську делегацію очолює міністр закордонних справ, це з великою домішкою, як ніби наші відвідувачі приходять сюди, щоб нас читати лекції. Це неприпустимо. Конго ніколи цього не прийме, точно не я ".
У грудні 2016 року, коли президент Кабіла оголосив про перенесення виборів і не буде відступати, незважаючи на закінчення конституційного мандату, уряд Бельгії заявив, що «перегляне» свої відносини з ДРК. Бельгійський уряд також порадив своїм громадянам не відвідувати ДРК через політичні заворушення. У квітні 2017 було оголошено, що уряд Конго повідомив бельгійський військовий аташе в Кіншасі, що ДР Конго призупиняє військове співробітництво з Бельгією, після того, як міністр закордонних справ Дідьє Рейндерс піддав критиці вибір президента Кабіли нового прем'єр-міністра, Бруно Tshibala .